# 罗歇·克洛塞
罗歇·克洛塞（法語：Roger Closset，1933年2月11日—2020年10月29日），生于巴黎，法国击剑运动员，曾在1956年夏季奥林匹克运动会获得团体花剑项目银牌。除此之外，他也曾获得三枚世锦赛奖牌。